# Franco Viviani
Franco Viviani (Pisa, 22 giugno 1930 – Genova, 17 maggio 2007) è stato un calciatore e allenatore di calcio italiano, di ruolo attaccante.

## Biografia
Accostato dalla stampa a Helenio Herrera per aver ripreso alcune pratiche d'allenamento — tra cui il riscaldamento in campo e l'utilizzo della piscina — proprie del Mago, si distinse inoltre per una celebre battuta nella quale definiva «rossoblu» il cielo.
È deceduto a Genova il 17 maggio 2007, col funerale svoltosi due giorni più tardi nella Chiesa di Santa Fede.

## Carriera

### Giocatore
Tra i più giovani esordienti nella storia del campionato italiano — essendo sceso in campo appena sedicenne nella partita del 23 giugno 1946 tra Roma e Livorno valevole per la Divisione Nazionale — ha vestito in Serie A la maglia del Genoa (debuttando il 31 dicembre 1950 nella sconfitta di Padova) giocando poi con Venezia, Messina e Lecce nelle categorie inferiori.

### Allenatore
L'esperienza maggiormente rilevante della sua attività in panchina — inaugurata con la squadra dei Vigili Urbani di Genova, condotta alla vittoria di un torneo cittadino — corrisponde alla promozione in B con il Como tramite la vittoria della Serie C 1967-68.
In precedenza secondo di Ghezzi al Grifone, rilevò personalmente l'incarico nell'estate 1969: la permanenza risultò tuttavia di breve durata, dacché i soli 7 punti raccolti in 12 giornate ne comportarono l'esonero in dicembre. Ha in seguito condotto, tra le altre, Monza e Salernitana lanciando in granata un giovane Walter Zenga.

## Palmarès

### Giocatore

#### Competizioni nazionali
- Serie B: 1

Genoa: 1952-1953

### Allenatore

#### Competizioni nazionali
- Serie C: 1

Como: 1967-1968